# Banco do Vale do Paraiba S.A.
Banco do Vale do Paraiba S.A foi um banco brasileiro de 1939 a 1958 com sede na cidade de Taubaté. Foi o segundo banco a ser sediado na região do Vale do Paraíba no século XX. O Banco Popular, sediado em Guaratinguetá, foi fundado em 1892.

## Cronologia
- 1939 – fundação em Taubaté da Casa Bancaria Alberto Guisard, com capital de 250:000$000[2]
- 1941 – transferência da atividade para o Banco do Vale do Paraiba S.A, com capital de 2.000:000$000[3]
- 1944 – instalação de agências em São Paulo, Bananal e Caçapava; instalação de escritórios em Paraibuna, São Luiz do Paraitinga e Cunha; agências no Vale do Paraíba do Rio de Janeiro: Barra do Piraí, Barra Mansa, Resende e Volta Redonda.[4]
- 1945 –  aumento do capital para Cr$ 10 milhões com.[5]
- 1950 –  aumento do capital para Cr$ 30 milhões com.[6]
- 1954 –  em janeiro, aumento do capital para Cr$ 60 milhões com.[7] Em dezembro, com a liquidação do Banco Nacional Interamericano (Sao Paulo), os bancos de categoria pequena e média começaram a sofrer com a retirada de depósitos, entre eles o Banco do Vale do Paraíba[8]
- 1955 – O Conselho da SUMOC aprova a concessão de empréstimo de Cr$ 5 milhões ao Banco do Vale do Paraíba, que vinha sofrendo importante queda de depósitos.[9]

–  aumento do capital para Cr$ 120 milhões.
- 1958 – Com a crise de liquidez daquele ano no mercado, o banco que já vinha sofrendo com as crises precedentes, não tinha mais condicoes de continuar sózinho e, em agosto de 1958, começou a tratar com o Banco Financial Novo Mundo (mais tarde Banco Novo Mundo) para a transferência de todas as agências e da maior parte da atividade.[11]

## Cobertura geográfica
O banco possuía agências em São Paulo e Rio de Janeiro, nas principais cidades do Estado de São Paulo, principalmente do Vale do Paraíba: Aparecida, Arealva, Bananal, Bariri, Barra Bonita, Bocaina, Brotas, Caçapava, Caraguatatuba, Cruzeiro, Cunha, Dois Córregos, Dourado, Guaratinguetá, Ibirá, Irapuã, Itapuí, Jacareí, Jau, Lorena, Macatuba, Mineiros do Tietê, Paraibuna, Pindamonhangaba, Piquete, Potirendaba, Santa Isabel, Santos, São José dos Campos, São Luiz do Paraitinga, São Pedro, São Sebastião, Tabapuã, Torrinha, Ubatuba, Urupês e no bairro da Vila Maria em São Paulo